# Anastatus apantelesi
Anastatus apantelesi är en stekelart som beskrevs av Jean Risbec 1951. Anastatus apantelesi ingår i släktet Anastatus och familjen hoppglanssteklar. Inga underarter finns listade i Catalogue of Life.